# Gare de Roissy-en-Brie
La gare de Roissy-en-Brie est une gare ferroviaire française de la ligne de Paris-Est à Mulhouse-Ville située sur le territoire de la commune de Roissy-en-Brie, dans le département de Seine-et-Marne, en région Île-de-France.
Elle est mise en service en 1857 par la compagnie des chemins de fer de l'Est.
C'est une gare de la Société nationale des chemins de fer français (SNCF), desservie, depuis le 14 décembre 2003, par les trains de la ligne E du RER.

## Situation ferroviaire
La gare de Roissy-en-Brie, édifiée à 109 m d'altitude, est située au point kilométrique (PK) 29,880 de la ligne de Paris-Est à Mulhouse-Ville, entre les gares de Émerainville - Pontault-Combault et Ozoir-la-Ferrière.

## Histoire
La compagnie des chemins de fer de l'Est met en service la station de Roissy-en-Brie lors de l'ouverture au service commercial, le 9 février 1857, de la section de Nogent - Le Perreux à Nangis. Cette section est ouverte avec une seule voie, la deuxième n'étant mise en service que le 23 avril, deux jours avant la mise en service de la section suivante de Nangis à Flamboin le 25 avril 1857.
En 2000, le contrat de plan État-région Île-de-France inscrit le prolongement de la ligne E du RER de Villiers-sur-Marne à Tournan. Le 14 février 2002, le conseil d'administration du Syndicat des transports d'Île-de-France (STIF) approuve l'avant-projet. Le 14 décembre 2003, la ligne est débranchée de son réseau historique la raccordant avec la gare de Paris-Est, pour se retrouver raccordée à la ligne E du RER qui aboutit à la gare souterraine d'Haussmann - Saint-Lazare. Outre les modifications concernant le trajet et les horaires, cette intégration dans le réseau RER est l'occasion d'une amélioration des services en gare. L'accès aux rames est facilité par un rehaussement des quais, qui passent de 0,55 m à 0,92 m. Des aménagements et équipements permettent l'amélioration de l'accessibilité des personnes à la mobilité réduite (PMR). Des écrans installés sur les quais permettent une information en temps réel.
Depuis janvier 2017, à la suite de l'extension par Epamarne de son périmètre d'intervention en matière d'aménagement, qui inclut dorénavant la commune de Roissy-en-Brie, la gare de Roissy-en-Brie dessert la ville nouvelle de Marne-la-Vallée, dans le secteur 2 de Marne-et-Chantereine.
En 2023, selon les estimations de la SNCF, la fréquentation annuelle de la gare est de 3 064 172 voyageurs.

## Service des voyageurs

### Accueil
Gare SNCF du réseau Transilien, elle offre divers services avec, notamment, une présence commerciale quotidienne du lundi au dimanche, et des aménagements et services pour les personnes à mobilité réduite. Elle est équipée d'automates pour la vente des titres de transport (Transilien et Navigo), et du « système d'information sur les circulations de trains en temps réel ». Une boutique tabac presse est installée en gare, ainsi que divers services comme une cabine photo et un distributeur de boissons et friandises.

### Desserte
Roissy-en-Brie est desservie, dans chaque sens, à raison d'un train toutes les 30 minutes aux heures creuses et en soirée, et de deux à quatre trains par heure aux heures de pointe. Plus de 44 trains par jour et par sens desservent la gare.

### Intermodalité
Un parc à vélo est installé. Un parking pour les véhicules de type parc relais est aménagé. La gare est desservie par les lignes 500, 501A, A, D et E du réseau de bus Marne et Brie et par la ligne N142 du service de bus de nuit Noctilien.

## Projet
Dans le cadre du projet « Est+ », la gare de Villiers-sur-Marne - Le Plessis-Trévise ne jouera plus son rôle de terminus à partir de 2026 (initialement prévu en 2025), les missions d'Haussmann - Saint-Lazare à Villiers-sur-Marne étant remplacées par des missions de Nanterre-La Folie à Roissy-en-Brie.